# 18.º Prêmio Jabuti
O 18º Prêmio Jabuti foi realizado em 1976, premiando obras literárias referentes a lançamentos de 1975.

## Prêmios
Os premiados foram:
- Ivan Ângelo, Romance
- Regina Célia Colônia, Contos/crônicas/novelas
- Yone Giannetti Fonseca, Poesia
- Lívio Xavier, Estudos literários (Ensaios)
- Paulo Duarte, Biografia e/ou memórias
- Raduan Nassar, Autor Revelação - Litertaura adulta
- Ofélia Fontes e Narbal Fontes, Literatura infantil
- Pietro Maria Bardi, Melhor produção editorial - obra avulsa
- Álvaro Alves de Faria, Melhor crítica e/ou notícia literária jornais

## Ver Também
- Prêmio Prometheus
- Os 100 livros Que mais Influenciaram a Humanidade
- Nobel de Literatura